# Gnaphalieae
Gnaphalieae és una tribu de la subfamília de les asteròidies (Asteroideae).

## Gèneres
Compta amb els gèneres següents:
| - Acanthocladium - Acomis - Actinobole - Ammobium - Amphiglossa - Anaphalioides - Anaphalis - Anaxeton - Anderbergia - Anemocarpa - Angianthus - Anisothrix - Antennaria - Apalochlamys - Argentipallium - Argyroglottis - Argyrotegium - Arrowsmithia - Asteridea - Athrixia - Basedowia - Bellida - Blennospora - Bracteantha - Bryomorphe - Callilepis - Calocephalus - Calomeria - Cassinia - Cephalipterum - Cephalosorus - Chionolaena - Chondropyxis - Chrysocephalum | - Chthonocephalus - Craspedia - Cratystylis - Decazesia - Dielitzia - Disparago - Dithyrostegia - Dolichothrix - Edmondia - Elytropappus - Epaltes - Eriochlamys - Erymophyllum - Euchiton - Ewartia - Feldstonia - Filago - Fitzwillia - Gamochaeta - Gilberta - Gilruthia - Gnaphalium - Gnephosis - Gratwickia - Haeckeria - Haegiela - Haptotrichion - Helichrysum - Hyalochlamys - Hyalosperma - Ifloga - Isoetopsis - Ixiolaena - Ixodia | - Lachnospermum - Langebergia - Lasiopogon - Lawrencella - Lemooria - Leontopodium - Leptorhynchos - Leucochrysum - Leucogenes - Leucogenes x Raoulia - Leucophyta - Leysera - Logfia - Lucilia - Metalasia - Millotia - Myriocephalus - Neotysonia - Odixia - Oedera - Oreoleysera - Ozothamnus - Parantennaria - Pentatrichia - Petalacte - Phaenocoma - Pithocarpa - Plecostachys - Pleuropappus - Podolepis - Podotheca - Pogonolepis - Polycalymma - Pseudognaphalium | - Pterochaeta - Pterygopappus - Pycnosorus - Quinetia - Quinqueremulus - Rachelia - Raoulia - Relhania - Rhodanthe - Rhynchopsidium - Rosenia - Rutidosis - Schoenia - Scyphocoronis - Siloxerus - Sinoleontopodium - Sondottia - Stoebe - Stuartina - Syncarpha - Taplinia - Tenrhynea - Thiseltonia - Tietkensia - Toxanthes - Trichanthodium - Trichogyne - Triptilodiscus - Troglophyton - Vellereophyton - Waitzia - Xerochrysum |